# Рецептор фактора роста фибробластов 4
Рецептор фактора роста фибробластов 4 (англ. Fibroblast growth factor receptor 4, FGFR4; CD334) — мембранный белок, рецептор из семейства рецепторов фактора роста фибробластов. Продукт гена человека FGFR4.

## Функции
Является тирозинкиназой, которая действует как поверхностный рецептор для факторов роста фибробластов и играет роль в регуляции клеточной пролиферации, дифференцировке и миграции, а также в регуляции липидного метаболизма, биосинтеза желчных кислот, захвата клеткой глюкозы, метаболизме витамина D и фосфатном гомеостазисе. FGFR4 необходим для физиологического подавления экспрессии фермента CYP7A1, лимитирующего звена в синтезе желчных кислот, в ответ на FGF19. Фосфорилирует PLCG1 и FRS2. Связывание лиганда приводит к активации нескольких сигнальных путей. Активация PLCG1 приводит к образованию клеточных медиаторов диацилглицерина и инозитол-1,4,5-трифосфата. Фосфорилирование FRS2 приводит к рекрутированию GRB2, GAB1, PIK3R1 и SOS1, что, в свою очередь, опосредует активацию RAS, MAPK1/ERK2, MAPK3/ERK1 и MAP-киназного сигнального пути, а также AKT1-зависимого сигнального пути. Опосредует SRC-зависимое фосфорилирование матричной протеазы MMP14 и её лизосомальную деградацию. Регуляция FGFR4 обеспечивается интернализацией рецептора и его последующей деградацией, причём эти процессы активируются под действием MMP14.

## Взаимодействия
FGFR3 взаимодействует с факторами роста FGF1.

## Роль в патологии
Мутации гена связаны с повышенным риском рака предстательной железы, а также некоторых других гинекологических типах рака.